# Beaumont Communal Cemetery
Beaumont Communal Cemetery is een begraafplaats gelegen in de Franse plaats Hénin-Beaumont (Pas-de-Calais). De militaire graven worden onderhouden door de Commonwealth War Graves Commission.
De begraafplaats telt 5 geïdentificeerde Gemenebest graven uit de Eerste Wereldoorlog.